# Farewell to America Waltz
Farewell to America ist ein Walzer, der Johann Strauss Sohn zugeschrieben wird. Datum und Ort der Uraufführung sind unbekannt.